# Borrassà (kommun)
Borrassà är en kommun i Spanien.   Den ligger i provinsen Província de Girona och regionen Katalonien, i den östra delen av landet, 600 km öster om huvudstaden Madrid. Antalet invånare är 714. Arean är 9,4 kvadratkilometer. Borrassà gränsar till Vilafant, Santa Llogaia d'Àlguema, Vilamalla, Garrigàs, Pontós, Ordis och Avinyonet de Puigventós. 
Terrängen i Borrassà är platt.